# Commiphora gileadensis
Pour les articles homonymes, voir Baumier (homonymie) et Baume de Galaad (homonymie).
Espèce
Commiphora gileadensis (synonyme Commiphora opobalsamum), le Baumier de la Mecque, est une espèce de plantes à fleurs de la famille des Burseraceae. C'est un arbre originaire du sud de l'Arabie et naturalisé, dans l'Antiquité et de nouveau à l'époque moderne, dans l'ancienne Judée / Palestine.

## Répartition
L'espèce est endémique d'Afrique de l'Est et de la Péninsule arabique, naturellement présente dans les états de Djibouti, Érythrée, Éthiopie, Kenya, Oman, Arabie saoudite, Somalie, Soudan et Yémen.

## Baume de Galaad ou de La Mecque
La résine de Commiphora gileadensis en est extraite et porte le nom de baume de Judée, baume de La Mecque, myrrhe de La Mecque ou baume de Galaad (« Galaad » étant le nom français tiré de l'hébreu Gilead). Ces expressions pour désigner la plante relèvent d'une confusion historique entre plusieurs plantes et aux parfums et médicaments coûteux, historiquement importants, qu'on en tire.
C'est un liquide jaune doré, plus ou moins consistant, voire solide, d'une odeur suave rappelant celle du citron, de saveur amère et astringente.
Elle était utilisée pour les soins de la peau, pour cicatriser les plaies et pour les maux d'estomac ou d'intestin.
Le plus célèbre site de production de baume de la région a été la ville juive de Ein Gedi. Ce baume a été utilisé pour la médecine et le parfum dans la Grèce antique et de l'Empire romain.
Ainsi, Pline l'Ancien le mentionne comme l'un des ingrédients du « Parfum Royal » des Parthes dans son Naturalis Historia. En latin, la résine est nommée opobalsamum, le fruit séché, carpobalsamum, et le bois, xylobalsamum.
Lorsque le « baume » est mentionné dans les traductions de la Bible, cela ne sous-entend probablement que le produit. Sa relation littéraire avec Galaad - qui sont de nos jours des montagnes jordaniennes - vient de la Genèse chapitre 37 et du livre de Jérémie chapitres 8 et 46 (cité ci-dessous).

### Description
Selon l'endroit où pousse Commiphora gileadensis, sa taille peut varier, allant d'un arbuste à petites feuilles à un arbre à grandes feuilles atteignant généralement 4 mètres de haut. Il est rarement épineux, son écorce s'écaille lorsqu'on le coupe et dégage une résine à l'odeur agréable.
Ses feuilles alternent sur de courtes pousses latérales condensées, pennées à 3-5 folioles. Les folioles sont oblongues, de 5 à 40 mm de long x 3 à 35 mm de diamètre, avec des extrémités aiguës et sont finement poilues.
Les fleurs sont rouges, sub-sessiles et la plante en possède 1 à 5 sur de courtes pousses latérales condensées parmi les feuilles.
Les fruits sont rouge terne et marqués de quatre bandes blanches longitudinales, composées d'une seule graine et divisées en 2 à 4 valves.

### Origine

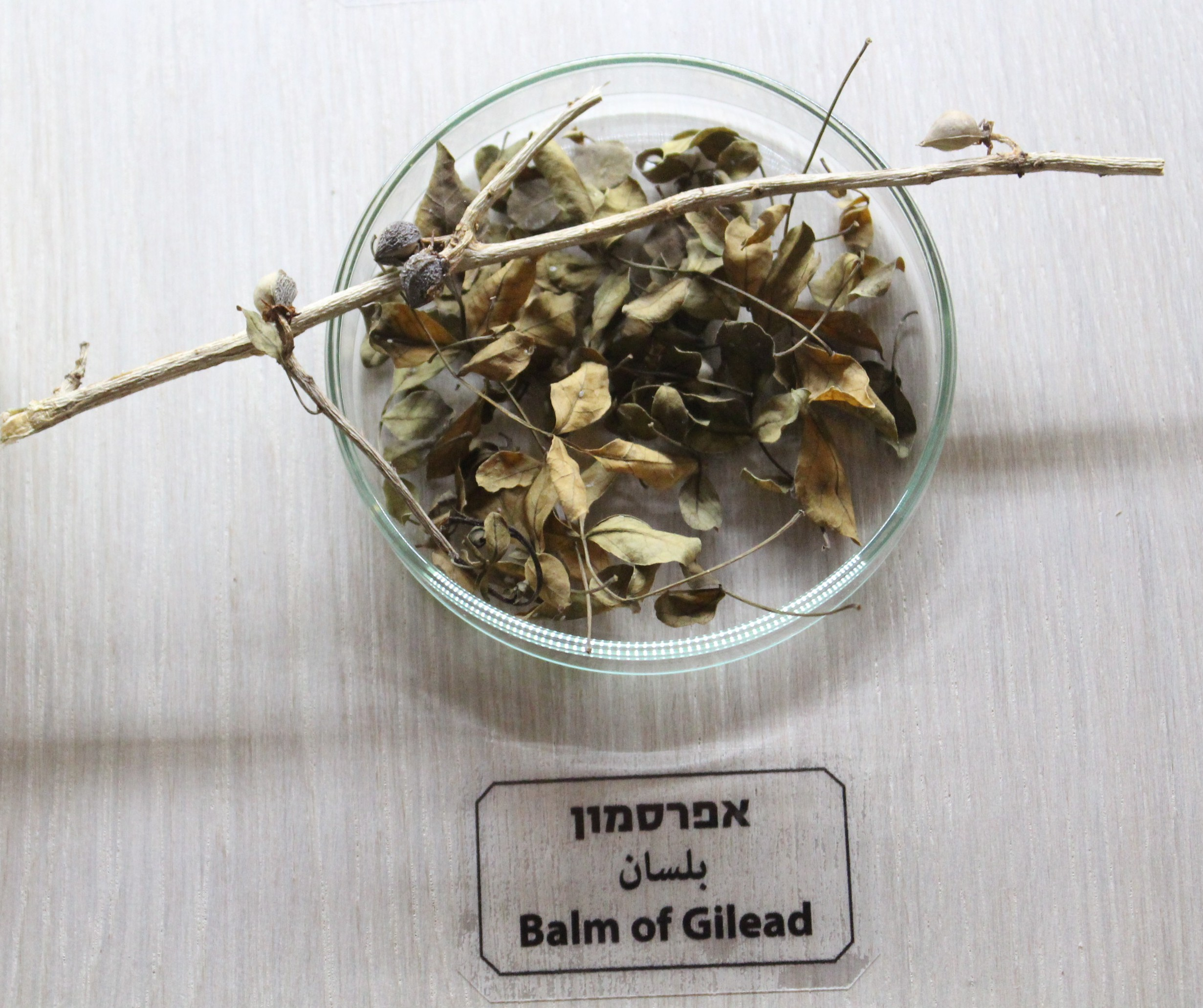
Feuilles du baume de Galaad.

De la version du Roi Jacques de la Bible :

« Une compagnie d'Ismaélites venait de Galaad avec leurs chameaux portant des épices et du baume et de la myrrhe, faisant route vers l'Égypte. »

— Genèse 37,25.

« N’y a-t-il point de baume en Galaad ?

N’y a-t-il point de médecin ?

Pourquoi donc la guérison de la fille de mon peuple ne s’opère-t-elle pas ? »

— Jérémie 8,22.

« Monte en Galaad, prends du baume,

Vierge, fille de l’Égypte ! 

En vain tu multiplies les remèdes, il n’y a point de guérison pour toi. »

— Jérémie 46,11.
Tant les Juifs et les chrétiens croient que la « fille de mon peuple » et « mon peuple » dans le 3e passage ci-dessus signifie que les Juifs et la terre d'Israël dans laquelle ils vivent, sont plus ou moins interchangeables.
Les deux religions croient également que les versets de Jérémie prophétisent sur la présence du Messie en Galaad, un mot à la signification très semblable à celui du « baume », ou de « purificateur ».
Les chrétiens croient que le baume, le messie, est apparu en Galaad en la personne de Jésus-Christ et c'est la raison pour laquelle le terme a pris un sens spirituel pour eux.

## Systématique

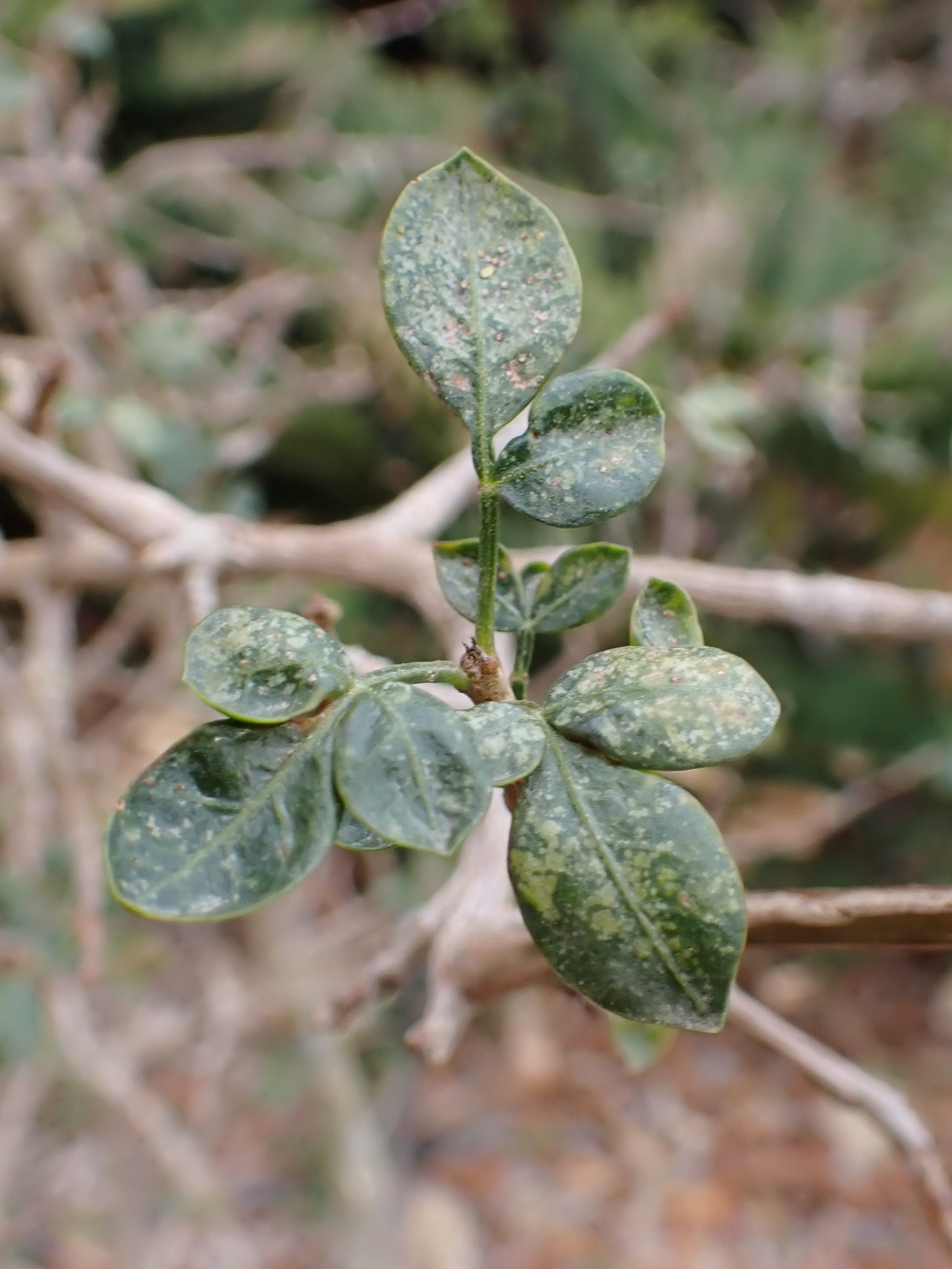
Commiphora gileadensis poussant de nos jours au jardin botanique du kibboutz Ein Gedi.

L'espèce a été initialement classée dans le genre Amyris sous le basionyme Amyris gileadensis par le naturaliste suédois Carl von Linné en 1764. Elle est déplacée en 1922 dans le genre Commiphora sous le nom correct Commiphora gileadensis, par le botaniste danois Carl Frederik Albert Christensen.
De nos jours, ce taxon porte en français le nom vernaculaire ou normalisé « Baumier de La Mecque ».
Commiphora gileadensis a pour synonymes :
- Amyris gileadensis L.
- Amyris opobalsamum L.
- Balsamea gileadensis (L.) Oken
- Balsamea meccanensis Gled.
- Balsamea opobalsamum (L.) Baill.
- Balsamodendrum ehrenbergianum O.Berg
- Balsamodendrum gileadense (L.) Kunth ex DC.
- Balsamodendrum opobalsamum (L.) Kunth ex DC.
- Balsamus libanotus Stackh.
- Balsamus meccanensis Stackh.
- Balsamus theophrasti Stackh.
- Commiphora albiflora Engl.
- Commiphora ancistrophora Chiov.
- Commiphora anfractuosa Chiov.
- Commiphora cassan Chiov.
- Commiphora gillettii Chiov.
- Commiphora microcarpa Chiov.
- Commiphora opobalsamum (L.) Engl.
- Commiphora suckertiana Chiov.
- Commiphora velutina Chiov.